# Чжуан-ван (Чжоу)
Чжуан-ван (кит. упр. 周莊王, пиньинь: Zhōu Zhuāng Wáng; умер в 682 г. до н. э., наследственное родовое имя: Цзи (姬, Jī), собственное имя: То (佗, Tuó)) — сын Хуань-вана (周宣王), пятнадцатый правитель династии Чжоу и третий правитель Восточной Чжоу, занимал трон с 696 г. по 682 г. до н. э.

## Правление
В 697 г. до н. э. умер Хуань-ван и ему наследовал Чжуан-ван. Однако уже на 4-м году правления нового вана чжоу-гун Хэй Цзянь попытался совершить дворцовый переворот с тем, чтобы посадить на престол Кэ, сына Хуань-вана от наложницы. В «Цзо-чжуань» дано пояснение: перед смертью Хуань-ван поручил Хэй Цзяню позаботиться о любимом младшем сыне Кэ. Чжоу-гун воспринял это поручение как завещание повелителя и сразу же после смерти Хуань-вана попытался посадить на трон
именно Кэ. Это ему тогда не удалось. Не удалось и теперь. За нового законного правителя Чжуан-вана вступились другие сановники. Кэ вынужден был бежать из домена, а Хэй Цзяня казнили.
О других событиях правления Чжуан-вана практически ничего не известно. Правителю наследовал его сын Си-ван. Младшим сыном Чжуан-вана был принц Туй.